# Лаврентьєв Петро Васильович
Петро Васильович Лаврентьєв (липень 1906, містечко Смолви Віленської губернії, тепер Литва — 4 грудня 1989, місто Владимир, Російська Федерація) — радянський партійний діяч, 1-й секретар Калмицького обласного комітету ВКП(б). Член Центральної Ревізійної Комісії ВКП(б) у 1939—1952 роках.

## Життєпис
Народився в родині маляра.
У жовтні 1919 — листопаді 1924 року — чорнороб, учень школи фабрично-заводського учнівства, токар головних майстерень Московсько-Білорусько-Балтійської залізниці у місті Великі Луки Псковської губернії. У 1922 році вступив до комсомолу.
У листопаді 1924 — березні 1925 року — відповідальний секретар РЛКСМ (комсомолу) головних майстерень Московсько-Білорусько-Балтійської залізниці у місті Великі Луки Псковської губернії.
У березні 1925 — квітні 1926 року — член президії дільничного комітету профспілки залізничників на станції Новосокольники Московсько-Білорусько-Балтійської залізниці.
Член РКП(б) з жовтня 1925 року.
У квітні 1926 — вересні 1927 року — токар, у вересні 1927 — серпні 1929 року — секретар цехового осередку і завідувач відділу культурно-просвітницької роботи партійного комітету головних залізничних майстерень у місті Великі Луки Псковської губернії.
У серпні 1929 — 1931 року — студент комуністичного вузу в місті Ленінграді. З 1931 по січень 1933 року — аспірант комуністичного вузу в місті Ленінграді, закінчив один рік аспірантури.
У січні 1933 — вересні 1934 року — викладач Вищої комуністичної сільськогосподарської школи в місті Семипалатинську Казахської АРСР.
У вересні 1934 — вересні 1935 року — викладач Вищої комуністичної сільськогосподарської школи в місті Курську.
У вересні 1935 — грудні 1937 року — слухач історико-партійного відділення Інституту червоної професури в Москві, закінчив два курси.
У грудні 1937 — березні 1938 року — науковий співробітник Вищої школи партійних організаторів при ЦК ВКП(б).
У березні 1938 — лютому 1939 року — відповідальний організатор відділу керівних партійних органів ЦК ВКП(б).
У лютому 1939 — 27 лютого 1943 року — 1-й секретар Калмицького обласного комітету ВКП(б).
З березня 1943 року — в Червоній армії, учасник німецько-радянської війни. У березні — грудні 1943 року — заступник начальника політичного відділу 217-ї стрілецької дивізії Західного фронту. У грудні 1943 — листопаді 1944 року — помічник начальника відділу кадрів тилу 43-ї армії 1-го Прибалтійського фронту.
У листопаді 1944 — вересні 1950 року — директор Владимирського учительського інституту. У вересні 1950 — червні 1952 року — директор Владимирського педагогічного інституту.
У червні 1952 — листопаді 1953 року — відповідальний секретар Владимирського обласного відділу Всесоюзного товариства із розповсюдження політичних і наукових знань.
У листопаді 1953 — липні 1956 року — директор школи робітничої молоді № 8, директор школи робітничої молоді № 6 у місті Владимирі.
У липні 1956 — листопаді 1959 року — викладач заочного відділення Владимирського машинобудівного інституту.
У листопаді 1959 — грудня 1961 року — викладач історії КПРС Владимирського технічного училища № 9 заводу «Точмаш».
З грудня 1961 року — персональний пенсіонер союзного значення в місті Владимирі.
Помер 4 грудня 1989 року в місті Владимирі.

## Військове звання
- майор

## Нагороди
- орден Вітчизняної війни ІІ ст. (6.04.1985)
- медаль «За перемогу над Німеччиною у Великій Вітчизняній війні 1941—1945 рр.» (1945)
- медалі